# Пушкарёв, Игорь Борисович
И́горь Бори́сович Пушкарёв (13 марта 1938, Москва — 30 сентября 2019) — советский и российский актёр театра и кино, режиссёр кино и дубляжа, сценарист и продюсер.

## Биография
В 1956 году поступил на актёрский факультет Театрального училища имени М. С. Щепкина, на курс Вениамина Цыганкова. Его преподавателями были Лидия Дейкун, Николай Анненков и Михаил Царёв. В 1958 году, ещё учась на третьем курсе института, Игорь Пушкарёв впервые снялся в кино, сыграв эпизодическую роль жениха в фильме «Ветер» А. А. Алова и В. Н. Наумова. Затем последовали другие фильмы.
В 1960 году, незадолго до окончания института, Игорь Пушкарёв и В. С. Высоцкий (с которым он сдружился в декабре 1959 года) были приняты в Московский драматический театр имени А. С. Пушкина, руководителем которого к тому времени стал Б. И. Равенских, однако, по признанию самого актёра, у него начался «киношный бум», когда одна главная роль следовала за другой, и он отдал предпочтение кинематографу. В 1961 году Игорь Пушкарёв сыграл одну из лучших своих ролей — Бориса Рамзина в фильме Юлия Райзмана «А если это любовь?», которая принесла ему широкую известность. Вслед за ней Игорь Борисович был приглашён на главную роль в картину Анатолия Граника «Самые первые», где сыграл лётчика-испытателя Сергея Сазонова, ставшего одним из первых космонавтов. Лишь в 1964 году, когда предложений сниматься стало меньше, Игорь Пушкарёв вернулся в Московский драматический театр имени А. С. Пушкина.
В 1967 году поступил на Высшие режиссёрские курсы при Центральном телевидении, организованные Марленом Хуциевым. Окончив курсы в 1969 году, Игорь Борисович стал режиссёром документального кино на ЦТ. Затем работал на киностудии Министерства обороны СССР, киностудии «Беларусьфильм», в Госконцерте. С 1993 года — генеральный директор кинокомпании «Спектр». В 1993—1996 годах также работал режиссёром дублирования фильмов и мультсериалов.
Скончался 30 сентября 2019 года после продолжительной болезни. Похоронен на Хованском кладбище г. Москвы.

## Фильмография

### Актёр
- 1958 — Ветер — Колька (в титрах не указан)
- 1959 — Жестокость — Егоров
- 1960 — Первый день мира — Петя Ковалёв, раненый солдат на лечении в госпитале
- 1961 — Своя голова на плечах — Толяша Озеров
- 1961 — А если это любовь? — Борис Рамзин
- 1961 — Самые первые — космонавт Сергей Сазонов
- 1962 — Третий тайм — футболист
- 1964 — Живые и мёртвые — лейтенант Хорышев, командир роты
- 1963 — Штрафной удар — легкоатлет Виктор Гончаров, он же лыжник-прыгун Калачёв
- 1964 — Криницы — Алексей Костёнок
- 1964 — Сумка, полная сердец — Сергей
- 1965 — Дорога к морю — «Космач» (Алёша Космачёв)
- 1965 — Наш дом — Игорь, друг Димы, студент консерватории
- 1966 — Друзья и годы — Павел
- 1967 — Они живут рядом — Толя Савельев
- 1968 — Иван Макарович — раненый боец в санитарном поезде
- 1969 — Шаги по земле — Санька-табунщик
- 1971 — Шестеро вышли в путь — Андрей Харбов
- 1972 — Иванов катер — Вася
- 1972 — Укрощение огня — жених Натальи (в титрах не указан)
- 1972 — Улица без конца — Васька Соловьёв
- 1975 — О чём не узнают трибуны — Сергиенко
- 1979 — Удивительные приключения Дениса Кораблёва — Слонов, отец Мишки
- 1981 — 20 декабря — Ворошилов
- 1981 — На чужом празднике — Стасик, кавалер Нади
- 1981 — Оленья охота — Кораблёв
- 1981 — Приказ: огонь не открывать — Серёжкин
- 1983 — Нежный возраст — капитан
- 1984 — Приходи свободным — телеграфист
- 1985 — Господин гимназист — Авдохин
- 1986 — Тайный посол — Алексей
- 1986 — Досье человека в «Мерседесе» — механик
- 1987 — Николай Подвойский (Страницы жизни) — Иосиф Попов
- 1987 — Смысл жизни — Ворошилов
- 1988 — Случай в аэропорту — Фурычёв
- 1989 — Двое на голой земле — механик речного флота
- 1990 — Короткая игра — Иван Михайлович, партнёр Теплова
- 1990 — Посредник — зампредгорисполкома тов. Благоволин, он же Линия 2
- 1991 — Призраки зелёной комнаты — журналист
- 1992 — Непредвиденные визиты — Пётр Михайлович
- 1992 — Прикосновение — директор завода, на котором работал Мальцев
- 1992 — Я обещала, я уйду — зять, муж Алевтины
- 1999 — Транзит для дьявола — старпом, командир пограничного сторожевого катера № 132 (роль озвучил Вадим Андреев)
- 1993 — Твоя воля, Господи! — Прохор
- 2006 — Капитанские дети — директор школы
- 2008 — Знахарь — Станислав Александрович Жуков, следователь прокуратуры
- 2009 — Аннушка — обходчик
- 2009 — Рябиновый вальс — Петрович
- 2011 — Первый русский / The First Russian — старый ловелас / монастырский служка
- 2013 — Пасечник — хирург

#### Телеспектакли
- 1981 — Тёплое место — Иван Фомин

### Режиссёр
1. 1979 — Удивительные приключения Дениса Кораблёва
2. 1993 — Шиш на кокуй!

### Сценарист
1. 1993 — Шиш на кокуй!

### Продюсер
1. 1993 — Шиш на кокуй!